# Infectologia
La infectologia és una subespecialitat de la medicina interna i de la pediatria que s'encarrega de l'estudi, la prevenció, el diagnòstic, tractament i pronòstic de les malalties produïdes per agents infecciosos (bacteris, virus, fongs i paràsits).
Les malalties infeccioses són i han estat sempre, una important causa de morbiditat i mortalitat a tot el món. L'especialista en aquesta àrea, és denominat com infectòleg o infectòloga i ha de dur a terme un estudi profund de les malalties i els agents infecciosos que les originen.
Fins fa relativament poc, les malalties infeccioses representaven el primer lloc en les estadístiques de mortalitat mundial però, amb l'adveniment dels antimicrobians, els quals són antiparasitaris, antivirals, antimicòtics i antibacterians i sumats a altres agents, com els antisèptics i desinfectants, ajuden a la disminució i prevenció de la propagació agents infecciosos, gràcies a aquests les malalties infeccioses s'han vist desplaçades com a causa de mortalitat al món, i han donat pas a un repunt de les malalties cardiovasculars i metabòl·liques.

## Altres especialitats mèdiques
- Al·lergologia
- Cardiologia
- Dermatologia
- endocrinologia i nutrició
- Gastroenterologia
- Geriatria
- Hematologia
- Medicina intensiva
- Microbiologia i parasitologia
- Nefrologia
- Pneumologia
- Neurologia
- Oncologia
- Oncologia radioterapèutica
- Reumatologia